# Świt Nowy Dwór Mazowiecki
Świt Nowy Dwór Mazowiecki is een voetbalclub uit Nowy Dwór Mazowiecki. De club speelt in de Poolse II liga in de groep Oost-Polen. De clubkleuren van Świt zijn wit-groen.

## Historie
De club werd in 1935 opgericht als KS Świt. De naam veranderde daarna als volgt:
- 1948 - KS Gwardia
- 1954 - KS Start
- 1969 - KS Świt-Chemik
- 1975 - Międzyzakładowy KS Świt
- 1990 - Miejski KS Świt

Na het seizoen 2002/2003 promoveerde Świt naar de hoogste Poolse voetbalcompetitie, de Ekstraklasa. Daar speelde de club echter maar een jaar, nadat ze in het seizoen 2003/2004 dertiende werden en degradeerden naar de II liga.